# Брехов, Константин Владимирович
Константин Владимирович Брехов (1918 —  1987) — полковник Советской Армии, участник Великой Отечественной войны, Герой Советского Союза (1943).

## Биография
Родился 5 октября 1918 года в селе Малые Алабухи Первые (ныне — Грибановский район Воронежской области) в семье крестьянина. В 1938 году окончил Борисоглебский железнодорожный техникум и аэроклуб. В том же году был призван на службу в Рабоче-крестьянскую Красную армию. В 1940 году окончил Борисоглебскую военную авиационную школу пилотов.
С начала Великой Отечественной войны — на её фронтах. Участвовал в боях на Западном, Северо-Западном и 2-м Белорусском фронтах. Принимал участие в битве за Москву, освобождении Белорусской и Литовской ССР, боях в Восточной Пруссии. Трижды был ранен. В 1942 году вступил в ВКП(б).
К декабрю 1942 года капитан К. Брехов командовал эскадрильей 62-го штурмового авиаполка 233-й штурмовой авиадивизии 1-й воздушной армии Западного фронта.
К 30 декабря 1942 года совершил 85 успешных боевых вылетов на штурмовку огневых рубежей, скоплений живой силы и техники противника, в ходе которых уничтожил около 20 танков, 20 орудий, 6 блиндажей, 8 самолётов на аэродромах.
Указом Президиума Верховного Совета СССР от 1 мая 1943 года за «образцовое выполнение боевых заданий командования на фронте борьбы с немецко-фашистским захватчиками и проявленные при этом мужество и героизм» капитан Константин Брехов был удостоен звания Героя Советского Союза с вручением ордена Ленина и медали «Золотая Звезда» за номером 937.
После окончания войны продолжил службу в Советской Армии. В 1947 году окончил Высшие лётно-тактические курсы, в 1955 году — Военно-воздушную академию. В 1962 году в звании полковника был уволен в запас. В 1958—1973 годах проживал в Оренбурге, в 1962—1970 годах командовал подразделением гражданской авиации. Позднее переехал в Воронеж, до выхода на пенсию работал инженером на местном автотранспортном предприятии № 1.
Умер 18 ноября 1987 года, похоронен на воронежском Коминтерновском кладбище.
Был также награждён орденами Красного Знамени, Александра Невского, Отечественной войны 1-й степени, тремя орденами Красной Звезды, а также рядом медалей. В Воронеже на доме, где до своей смерти проживал Брехов, установлена мемориальная доска.